# Нойман, Вальтер
Вальтер Гуго Рейнхард Нейман-Силков (нем. Walter Hugo Reinhard Neumann-Silkow ; 10 апреля 1894, Гросс Силков, Германская империя — 9 декабря 1941, Дерна, Ливия) — немецкий военачальник, генерал-лейтенант Третьего рейха.
Кавалер Рыцарского креста Железного креста (1940).

## Биография
Службу в прусской армии начал фанен-юнкером Драгунского 10-го полка в феврале 1912 года. В августе 1913 года произведен в лейтенанты.
Участник Первой мировой войны. За храбрость на поле боя награждён Железным крестом 1-го и 2-го класса.
После окончания войны служил офицером в рейхсвере. С апреля 1936 года — подполковник, с января 1938 года — полковник. Командовал 7-м разведывательным полком.
Во время второй мировой войны участвовал в Польской кампании вермахта (1939), в битве за Францию, во вторжении в Югославию и в североафриканской кампании.
В битве за Францию 22 июня 1940 года был награждён Рыцарским крестом и упомянут в вермахтберихте за тот день.
В марте 1940 года назначен командиром 8-й стрелковой бригады. В апреле 1941 года стал генерал-майором вермахта, с февраля по май 1941 года — командир 8-й танковой дивизии, с 16 июня 1941 года генерал-майор Вальтер Нойман-Зилков — командир 15-й танковой дивизией в составе Немецкого африканского корпуса, принимавшего участие в разгроме британских войск летом 1941 года в Северной Африке.
Дивизия понесла тяжёлые потери во время операции «Крестоносец» (ноябрь — декабрь 1941 года), после чего отступила в Ливию, потеряв значительное число танков. Командир генерал-майор В. Нойманн-Силков в декабре попал под артиллерийский обстрел и получил тяжёлое ранение. Умер от ран в госпитале Дерна. В декабре 1941 года ему посмертно было присвоено звание генерал-лейтенанта.

## Награды
- Железный крест (1914) 2-го и 1-го класса
- Нагрудный знак «За ранение» (1918) в чёрном
- Почётный крест Первой мировой войны 1914/1918 с мечами (1934)
- Пряжка к Железному кресту (1939) 2-го и 1-го класса
- Рыцарский крест Железного креста (22 июня 1940)
- Упоминание в Вермахтберихт (22 июня 1940)